# 澤田浩
澤田 浩（さわだ ひろし、1931年1月1日 - 2021年11月21日）は日本の実業家。ニップン代表取締役会長、製粉協会会長、日本・トルコ協会会長を歴任。

## 人物・経歴
八王子空襲で被災し、東京都立第二中学校（現東京都立立川高等学校）を経て、1953年一橋大学経済学部卒業。大学では村松祐次ゼミナールに参加。大学卒業後、日本製粉入社。
1993年から日本製粉代表取締役社長。業績低迷が続く中、従業員の3分2を削減するなどリストラを進め、工場の閉鎖・集約化を進める一方、中食事業などで積極的なM&Aを展開。売上高を500億円増やした。また阪神・淡路大震災では、倒壊した工場の再建などにあたった。
2002年社長を退任し、会長に就任。2009年から再び社長を兼務。2012年社長を退任し代表取締役会長・最高経営責任者(C.E.O.)に就任。2011年度役員報酬1億400万円。
この間2002年や2009年など複数回製粉協会会長に就任。2010年から日本・トルコ協会会長。日本経済団体連合会理事。2005年、旭日中綬章受章。2017年6月モンタナ州感謝状受賞。
2021年11月21日死去。90歳没。死没日をもって正五位に叙された。